# Bulusari (Kedungwaru)
Bulusari is een bestuurslaag in het regentschap Tulungagung van de provincie Oost-Java, Indonesië. Bulusari telt 2083 inwoners (volkstelling 2010).